# Delphacodes nigridorsum
Delphacodes nigridorsum är en insektsart som först beskrevs av Crawford 1914.  Delphacodes nigridorsum ingår i släktet Delphacodes och familjen sporrstritar. Inga underarter finns listade i Catalogue of Life.